# Batrisodes furcatus
Batrisodes furcatus är en skalbaggsart som först beskrevs av Brendel 1891.  Batrisodes furcatus ingår i släktet Batrisodes och familjen kortvingar. Inga underarter finns listade i Catalogue of Life.